# Bergsjön (Lungsunds socken, Värmland)
Bergsjön är en sjö i Kristinehamns kommun och Storfors kommun i Värmland och ingår i Göta älvs huvudavrinningsområde. Sjön är 5,9 meter djup, har en yta på 1,76 kvadratkilometer och är belägen 112,3 meter över havet. Sjön avvattnas av vattendraget Norsbäckskanalen. Vid provfiske har en stor mängd fiskarter fångats, bland annat abborre, björkna, braxen och gers.

## Delavrinningsområde
Bergsjön ingår i det delavrinningsområde (659009-140990) som SMHI kallar för Utloppet av Bergsjön. Medelhöjden är 139 meter över havet och ytan är 14,79 kvadratkilometer. Det finns inga avrinningsområden uppströms utan avrinningsområdet är högsta punkten. Norsbäckskanalen som avvattnar avrinningsområdet har biflödesordning 4, vilket innebär att vattnet flödar genom totalt 4 vattendrag innan det når havet efter 321 kilometer. Avrinningsområdet består mestadels av skog (65 procent). Avrinningsområdet har 2,09 kvadratkilometer vattenytor vilket ger det en sjöprocent på 14,1 procent.

## Fisk
Vid provfiske har följande fisk fångats i sjön:
- Abborre
- Björkna
- Braxen
- Gärs
- Gädda
- Gös
- Löja
- Mört
- Nors
- Sarv